# 土佐お化け草紙

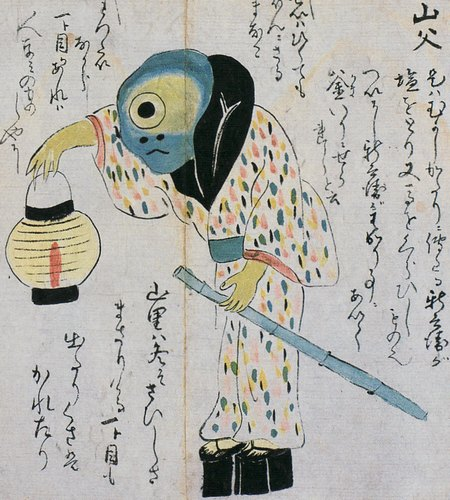
個人蔵版『土佐お化け草紙』より「山父」

『土佐お化け草紙』（とさおばけぞうし）は、日本の妖怪絵巻。土佐国（現在の高知県）を舞台とした全16話の妖怪譚を収録した作品で、製作時期は江戸時代とされる。作者は不詳。個人蔵品と、高知県佐川町の佐川町教育委員会蔵の2種類がある。

## 概要
全16話の妖怪譚は、巻頭で日本各地の妖怪が土佐に集結し、最後に夜明けとともに妖怪たちが退散してゆく場面で締めくくられる。妖怪たちはたいへん地方色が濃く、当時の妖怪譚を図像化したものとして興味深い作品であり、絵柄は素朴で稚拙、妖怪としての恐ろしさよりむしろ親しみを感じさせるものと評価されている。けち火や山父といった、江戸時代の土佐に伝わっていた民間伝承が取り込まれていることも特徴の一つに挙げられる。
個人蔵品のほうは、製作時期は江戸中期から後期にかけてと見られる。戦後に裏打補修された際に書かれた奥書によれば、土佐筆頭家老である深尾家の御櫛役を寛延2年（1749年）から長年にわたって勤めた吉本家の第3代栄助正成が本作品を拝領し、6代武平の娘が嫁ぎ先に持参したとあり、平成以降においてもその嫁ぎ先の家に伝えられている。奥書によれば幼君の夜伽に用いられたものとされ、作者は近世中期以降の妖怪画や幽霊画のような著名な絵師ではなく、田舎に住んでいた無名の絵師と見られている。
一方で佐川町教育委員会蔵のものは、巻末の記述によれば製作時期は安政6年（1859年）とある。前述の個人蔵品と妖怪譚の大筋は同じであるため、この絵巻が当地で描き継がれていたことや、個人蔵版を模写してこちらの作品が描かれた可能性も示唆されている。しかし物語の順序や、描かれている妖怪の特徴などに違いが見られることから、単純な模写品とも言い切れず、佐川町教育委員会に所蔵された経緯も不明であり、本書がどのように描き伝わっていたかは、今後の研究が待たれている。